# Dolna-Belwederska
Dolna-Belwederska lub Belwederska – osiedle w dzielnicy Mokotów w Warszawie.

## Położenie i charakterystyka
Osiedle Dolna-Belwederska położone jest na stołecznym Mokotowie, na obszarze Miejskiego Systemu Informacji Sielce. Jest usytuowane w rejonie ulic Dolnej, Piaseczyńskiej i Belwederskiej. Część budynków znajduje się po przeciwnej stronie Belwederskiej.
Wybudowano je w latach 1965–1967 według projektu Kazimierza Goławskiego i Eleonory Sekreckiej. Przy wznoszeniu zastosowano technologię wielkoblokową „Ż”. Powstało siedem jedenastokondygnacyjnych punktowców: cztery w trójkącie Piaseczyńska–Dolna–Belwederska pod adresami ul. Dolna 2A i 4, ul. Belwederska 3 oraz 5/7, dwa w rejonie ulicy Ludwika Nabielaka: Belwederska 14 i Nabielaka 2 oraz jeszcze jeden przy ulicy Tureckiej 3, który powstał jako ostatni w miejscu rozebranych ruin willi Władysława Sikorskiego. Przed budynkiem ustawiono popiersie generała.
Osiedle stanowi część zespołu Dolna-Piaseczyńska-Sobieskiego o łącznej powierzchni 20 ha. W jego skład wchodzą także osiedla Dolna-Sobieskiego i Dolna-Piaseczyńska. Cały kompleks składa się z 2830 mieszkań, zaprojektowanych dla ok. 10 tys. osób. Zaplanowano też szkołę podstawową, przedszkole, żłobek i pawilony handlowe.
Budynek przy ul. Belwederskiej 3 znalazł się wśród dziesięciu nominowanych obiektów w konkursie Mister Warszawy za 1965 rok.